# Manuel Pratt
Pour les articles homonymes, voir Pratt.
Manuel Pratt est un humoriste, acteur et auteur de théâtre français, né le 6 mars 1960.

## Éléments biographiques
Auteur prolifique, il écrit ses spectacles au rythme d'un, voire trois spectacles par an. Pendant longtemps seul sur scène, il écrit et joue des one-man shows d'humour et revendique de s'inspirer de Lenny Bruce.
En 1997, il interprète son premier spectacle documentaire, Évadé d'Auschwitz, écrit à partir de plusieurs témoignages, après deux années de recherches et de rencontres. Seul sur scène; il incarne un déporté qui raconte Auschwitz.
Manuel Pratt écrit également des pièces humoristiques à plusieurs personnages : Coulisses, Le Ticket, Le Cadeau ou encore Adolf et Ruth. Parallèlement, il poursuit dans la voie du théâtre documentaire avec Couloir de la mort, résultat de dix ans passés à communiquer avec un détenu condamné à mort aux États-Unis, récit des conditions de détention et de l’exploitation financière des détenus, des souffrances et des tortures morales infligées au prisonnier, puis avec Limites, sur les rapports entre un bourreau et sa victime, en Algérie, et avec Contingent 56, récit de la guerre d'Algérie par deux appelés et une algérienne.
En 2010, il écrit 6 chroniques (no 1 à 6) pour La Mèche.
Il fut aussi chroniqueur occasionnel à France Inter en 2010.
Depuis plusieurs années, il participe régulièrement et avec grand succès au Festival Off d'Avignon - il est l'un des rares où il est indispensable de réserver - ; en 2015 il y présente quatre de ses créations en alternance.

## Créations
- 1996 : « La Rage dedans » écrit et mis en scène par Manuel Pratt pour Monette Candela
- 1997 : Évadé d'Auschwitz[4], de et par Manuel Pratt
- 1999 : Le ticket, avec Corinne Casabo et Manuel Pratt
- 1999 : Coulisses, avec Corinne Casabo et Manuel Pratt
- 2000 : Couloir de la Mort, de et par Manuel Pratt
- 2002 : Le cadeau, avec Corinne Casabo, Jean-Marc Santini et Manuel Pratt
- 2002 : Algérie, contingent 56, avec Corine Casabo, Jean-Marc Santini et Manuel Pratt
- 2004 : Ladies and Gentlemen : Lenny Bruce !!! , avec Isa Déon et Manuel Pratt
- 2004 : Limites, avec Corinne Casabo et Manuel Pratt
- 2004 : Je ne m'appelle pas Hugo, de et par Manuel Pratt
- 2005 : Pretium Doloris[5], avec Isa Déon, Bruno Gerbi et Manuel Pratt.
- 2006 : Adolf et Ruth[6], avec Corine Casabo et Manuel Pratt
- 2006 : Testament Provisoire, de et par Manuel Pratt
- 2006 : Accord parental souhaitable, interprété par Isa Déon.
- 2006 : La Boue[7],[8], interprétée par Corine Casabo.
- 2007 : La Valse Des Hyènes[9],[10],[11]. de et par Manuel Pratt
- 2008 : Sacco & Vanzetti[12], avec Jean-Marc Santini et Manuel Pratt
- 2008 : Chutes libres[13], interprété par Joëlle Domecq
- 2008 : Ta langue dans ma bouche[14], interprété par Isa déon
- 2009 : Love me tender[15], de et par Manuel Pratt
- 2009 : Le silence des pantoufles[16], de et par Manuel Pratt
- 2009 : Jour de quête[17], avec Jean-Marc Santini et Manuel pratt
- 2010 : L'émission[18], avec Isa Déon, Jean-Marc Santini et Manuel Pratt
- 2010 : In, Off, Out...,[19] de et par manuel Pratt
- 2010 : Algérie, contingent 56[20], avec Kalida Azaom, Jean-Marc Santini et Manuel Pratt
- 2011 : Fouquet's
- 2012 : Love me tender 2 (Les origines du mal), [21],[22] de et par Manuel Pratt
- 2012 : Pandémie[23], avec Jean-Marc Santini et Manuel Pratt
- 2013 : Les volets clos, de et par Manuel Pratt
- 2013 : Les tranchées, avec Jean Marc Santini et Manuel Pratt[24],[25]
- 2014 : Moi président, avec Jean-Marc Santini et Manuel Pratt
- 2014 : Comme des vacances à Tchernobyl, Manuel Pratt
- 2014 : Pitchipoï,[26] avec Audrey Anselmi et Manuel Pratt
- 2015 : Qui l'eût cru ? (Love Me tender 3), de et par Manuel Pratt
- 2016 : Pratt respire encore; Mea Culpa
- 2017 : Moi, Landru, amoureux des femmes, de et par Manuel Pratt
- 2018 : PICHIPOï : avec Louison Muller Boyer (fille de Manuel Pratt et Isa Déon) et Manuel Pratt
- 2019 : Un dernier pour la Route
- 2022-2023 : "Un dernier pour la Route" et "Hors Champs".
- 2023 : repris du spectacle "Le Ticket" réécrit et adapté de nouveau

## Adaptation cinématographique
- 2015 : Appartement à vendre[29], est l'adaptation en court métrage (12 min 13 s) d'une nouvelle de Manuel Pratt, issue du recueil Chutes libres. Réalisé par Jeanne Tachan avec Julie Méjean, Aurélien Gilles et Sydney Karsenti. Ce court métrage a fait l'objet d'une dizaine de sélections officielles[30] tout au long de l'année 2015 et a reçu 5 prix[31] dont celui de la presse au Festival Européen de Lille[32] et celui du jury (catégorie compétition française) du Festival de la Garenne Tout Court[33].